# Volksbank
Volksbank AG este o bancă înființată în 1922 și este una dintre cele mai mari patru bănci din Austria.

## Divizii
Volksbank International este o instituție de credit care operează zece bănci în nouă țări, asigurând servicii pentru 1,5 milioane de conturi ale clienților.
Volksbank AG deține 51% din acțiunile Volksbabnk Internațional, alți acționari fiind DZ Bank, WGZ Bank și Banca Populară Caisse d'Epargne.
Europolis este un fond de investiții în imobiliare.
Premium Red este subsidiara care dezvoltă proiecte imobiliare.
Volksbank Immobilien este divizia de servicii imobiliare a băncii, activă pe piața din Austria de câteva zeci de ani.
Volksbank Invest este divizia de fonduri mutuale a băncii.
Volksbank Leasing, divizia de leasing.
Victoria Group este un grup de asigurări, fondat în 1853 în Germania și care este activ în toată Europa.
În prezent, cu 50.000 de angajați, grupul este al doilea mare asigurător de pe piața germană.

## Volksbank în România
Volksbank activează în România din 2000, iar în prezent este a treia mare instituție financiară de pe piață după active.
Volksbank România avea active 5,25 miliarde de euro în decembrie 2009.
De asemenea, Volksbank este prezent în România și prin diviziile Europolis, Premium Red și Volksbank Leasing
Volksbank Leasing este specializată în leasing pentru autoturisme, atât noi cât și second hand, vehicule comerciale și echipamente pentru diverse industrii.
Compania se adresează în principal companiilor, care reprezintă 90% din portofoliul firmei, în timp ce segmentul populației are o pondere de 10% din totalul clienților.
Compania a finanțat, în primele nouă luni din 2007, bunuri în valoare de 155 milioane euro.
În luna ianuarie 2016, Banca Transilvania a încheiat procesul de preluare a Volksbank România.